# Налепин, Алексей Леонидович
Алексей Леонидович Налепин (30 марта 1946 — 1 ноября 2022) — советский и российский учёный-филолог, писатель, литературовед и библиограф, доктор филологических наук, специалист в области истории фольклора и древнерусской литературы. Член Союза писателей России, Союза журналистов России и Союза кинематографистов России (с 1993 года). Лауреат Государственной премии Российской Федерации в области литературы и искусства (1998). Заслуженный работник культуры Российской Федерации (2002). Заслуженный деятель искусств Российской Федерации (2015).

## Биография
Родился 30 марта 1946 года в Москве в семье служащих.
В 1964 году окончил с золотой медалью Московскую спецшколу № 20 с углубленным изучением английского языка. С 1964 по 1970 год обучался на филологическом факультете МГУ, одновременно работал в различных организациях, в том числе в типографии газеты «Гудок», младшим библиотекарем Государственной библиотеки СССР имени В. И. Ленина, в дальнейшем занимался переводами технической документации с английского языка во Всесоюзном НИИС. С 1970 по 1983 год работал в Московском бюро национальной японской газеты «Асахи симбун» в должности секретаря-переводчика. С 1983 по 1991 год младший научный сотрудник, научный сотрудник и старший научный сотрудник ИМЛИ АН СССР. С 1991 года — вице-президент Российского Фонда культуры, главный редактор историко-культурного альманаха «Российский архив» и творческо-производственного объединения «ТриТэ».
В 1983 году после окончания аспирантуры при ИЭА имени Н. Н. Миклухо-Маклая АН СССР защитил кандидатскую диссертацию с присвоением степени кандидат исторических наук по теме: «Русский фольклор в английской и американской науке : историко-этнографические концепции XIX—XX вв.». В 1995 году в ИМЛИ РАН защитил докторскую диссертацию с присвоением степени доктор филологических наук по теме: «Изучение и интерпретация русского фольклора в России и США во второй половине XIX — начале XX вв.: (Опыт и сравнительное освещение подходов)».
Член Союза писателей России, Союза журналистов России и Союза кинематографистов России с 1993 года, также являлся действительным членом РГО. С 1963 года начал писательскую деятельность в газете «Гудок». Многочисленные литературные и исторические произведения Налепина публиковались в издательствах «Правда», «Детская литература», «Советская Россия» и «Наука», а произведения печатались в журналах «Москва», «Литературная учёба» и «Международная жизнь».
6 июня 1998 году Указом Президента России за многотомное продолжающееся издание «Российский архив. История Отечества в свидетельствах и документах XVIII—XX вв.» А. Л. Налепину была присуждена Государственная премия Российской Федерации в области литературы и искусства. Указом Президента России от 13 марта 2002 года «за заслуги в области культуры и многолетнюю плодотворную работу» А. Л. Налепину было присвоено почётное звание Заслуженный работник культуры Российской Федерации, а 22 декабря 2015 года «за заслуги в развитии отечественной культуры и искусства, многолетнюю плодотворную деятельность» — Заслуженный деятель искусств Российской Федерации.
Умер 1 ноября 2022 года. Похоронен на Миусском кладбище.

## Награды
- Заслуженный деятель искусств Российской Федерации (2015 — «За заслуги в развитии отечественной культуры и искусства, многолетнюю плодотворную деятельность»)[7]
- Заслуженный работник культуры Российской Федерации (2002 — «За заслуги в области культуры и многолетнюю плодотворную работу»)[6]

### Премии
- Лауреат Государственной премии Российской Федерации в области литературы и искусства (1998 — За многотомные продолжающиеся издания «Памятники культуры. Новые открытия» и «Российский архив. История Отечества в свидетельствах и документах XVIII—XX вв.»)[5]